# Titus (filme)
Titus é um filme de drama de 1999. É uma adaptação cinematográfica da tragédia Titus Andronicus de William Shakespeare. Foi a estreia diretorial de Julie Taymor, que co-produziu e escreveu o roteiro. 

## Enredo
Guerra gera vingança. General vitorioso, Titus Andronicus regressa a Roma com reféns: Tamora, a rainha dos Godos e os seus filhos. Ele ordena a morte do mais velho para apaziguar os romanos mortos. Ele cai na consideração do Imperador, designando Saturninus, o filho mais velho do último governante venal. Saturninus, apesar do seu irmão Bassianus, exige a mão de Lavinia, filha de Titus. Quando Bassianus, Lavinia, e os filhos de Titus fogem em protesto, Titus fica contra eles e mata um dos seus. Saturninus casa com Tamora, que se quer vingar do que Titus fez. Um redomoinho de acontecimentos que, ironicamente, deixa dois filhos sobreviventes.

## Elenco
- Osheen Jones ...  Lucius (em jovem)
- Dario D'Ambrosi ...  Clown
- Anthony Hopkins ...  Titus Andronicus
- Jessica Lange ...  Tamora
- Raz Degan ...  Alarbus
- Jonathan Rhys Meyers ...  Chiron
- Matthew Rhys ...  Demetrius
- Harry Lennix ...  Aaron
- Angus Macfadyen ...  Lucius
- Kenny Doughty ...  Quintus
- Blake Ritson ...  Mutius
- Colin Wells ...  Martius
- Ettore Geri ...  Priest
- Alan Cumming ...  Saturninus
- Constantine Gregory ...  Aemelius